# Zucchero riducente

Forma riducente del glucosio

Forma riducente del fruttosio

Uno zucchero riducente è uno zucchero qualsiasi che, in soluzione, possiede un gruppo aldeidico o chetonico. Ciò consente allo zucchero di agire come agente riducente, per esempio nella reazione di Maillard, nel saggio di Benedict o in quello di Fehling.

## Chimica
Affinché uno zucchero possieda attività riducente è necessario che possa esistere in una forma a catena aperta con un gruppo aldeidico o chetonico. I monosaccaridi che contengono un gruppo aldeidico sono noti come aldosi, e quelli con un gruppo chetonico sono noti come chetosi.
Molti zuccheri esistono in una forma ciclica e in soluzione si stabilisce un equilibrio in cui una catena subisce l'apertura. Sotto è riportato l'equilibrio tra la forma ciclica e la forma a catena aperta del maltosio.
Le aldeidi possono essere ossidate in una reazione redox, con l'altro reagente che di conseguenza viene ridotto. Anche se un chetone non può essere direttamente ossidato, un chetoso può essere convertito in una aldeide attraverso una tautomeria che porta alla formazione di un gruppo carbonilico all'estremità della catena. Pertanto anche i chetosi sono zuccheri riducenti.

## Esempi
I monosaccaridi riducenti includono glucosio, fruttosio, gliceraldeide e galattosio. Anche molti disaccaridi, come lattosio e maltosio possiedono una forma riducente, dato che è presente una catena aperta con un gruppo aldeidico. Tuttavia saccarosio e trealosio, in cui gli atomi di carbonio anomerici sono legati tra loro, sono disaccaridi non riducenti.
I polisaccaridi come l'amido non sono zuccheri riducenti, data la piccola frazione riducente che presentano. All'aumentare del loro grado di idrolisi aumentano però anche le proprietà riducenti.